# Foxe-Halbinsel
Die Foxe-Halbinsel, benannt nach dem Entdecker Luke Foxe, ist eine unbewohnte Halbinsel im Süden der Baffininsel in Kanada, mit welcher die Halbinsel nur durch eine schmale Landbrücke verbunden ist. Die Foxe-Halbinsel gehört administrativ zur Qikiqtaaluk-Region in Nunavut. Die nächstgelegene Siedlung ist Kinngait auf der vorgelagerten Insel Dorset Island im Süden.
Nördlich der Halbinsel liegt die Foxe Basin, westlich der Foxekanal und südlich beginnt die Hudsonstraße. Ebenfalls südlich der Halbinsel liegt eine kleine Insel, auf der die Siedlung Kinngait liegt. Der westlichste Punkt der Halbinsel trägt den Namen Cape Queen.
Die Halbinsel ist 241 Kilometer lang und 80 bis 161 Kilometer breit.